# Thunder Bay Thunder Cats
Thunder Bay Thunder Cats byl profesionální kanadský klub ledního hokeje, který sídlil v Thunder Bay v provincii Ontario. V letech 1991–1999 působil v profesionální soutěži United Hockey League. Thunder Cats ve své poslední sezóně v IHL skončily v semifinále play-off. Své domácí zápasy odehrával v hale Fort William Gardens s kapacitou 4 680 diváků. Klubové barvy byly černá, šedá a bílá.

## Historické názvy
Zdroj: 
- 1991 – Thunder Bay Thunder Hawks
- 1993 – Thunder Bay Senators
- 1996 – Thunder Bay Thunder Cats

## Úspěchy
- Vítěz Colonial Cupu ( 3× )
  - 1991/92, 1993/94, 1994/95

## Přehled ligové účasti
Zdroj: 
- 1991–1993: Colonial Hockey League
- 1993–1995: Colonial Hockey League (Východní divize)
- 1995–1997: Colonial Hockey League (Západní divize)
- 1997–1999: United Hockey League (Západní divize)